# بیتریس آلدا
بیتریس آلدا (انگلیسی: Beatrice Alda؛ زادهٔ ۱۰ اوت ۱۹۶۱) یک هنرپیشه اهل ایالات متحده آمریکا است.